# Дібрівне (Ізюмський район)
Дібрівне́ —  село в Україні, у Барвінківській міській громаді Ізюмського району Ізюмського району Харківської області. Населення становить 52 осіб.

## Географія
Село Дібрівне знаходиться в балці, по дну якої протікає струмок, початок річки Курулька.

## Історія
12 червня 2020 року, відповідно до Розпорядження Кабінету Міністрів України  № 725-р «Про визначення адміністративних центрів та затвердження територій територіальних громад Харківської області», увійшло до складу Барвінківської міської територіальної громади.
19 липня 2020 року, в результаті адміністративно-територіальної реформи та ліквідації Барвінківського району, село увійшло до складу Ізюмського району.
У 2022 році село постраждало внаслідок російських обстрілів.

## Економіка
- В селі є молочно-товарна ферма.
- В селі є невеликий глиняний кар'єр.

## Пам'ятки
- Найбільша висота у колишньому Барвінківському районі (232 м над рівнем моря) поблизу села Дібрівне.

## Загинули у боях за село
- Грибанов Олександр Сергійович (1976—2022) — старший сержант Збройних Сил України, учасник російсько-української війни, що загинув у ході російського вторгнення в Україну в 2022 році.